# ピーター・パルチック

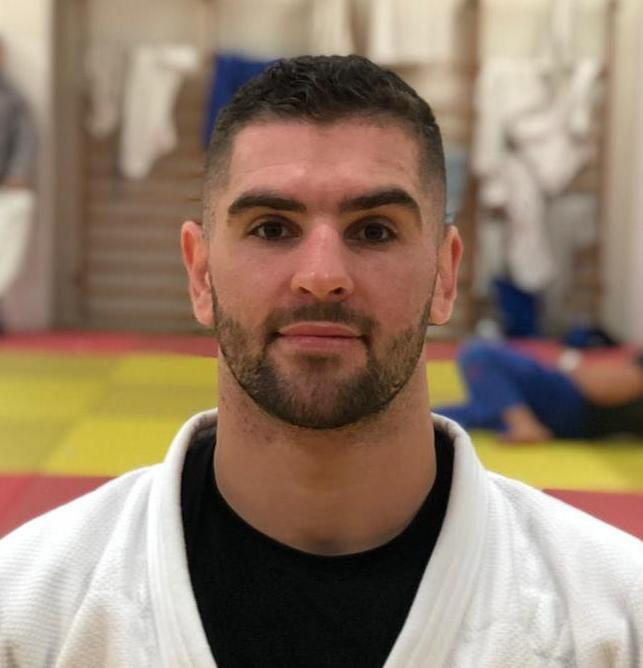

ピーター・パルチック（Peter Paltchik 1992年1月4日- ）はイスラエル出身の柔道選手。階級は100kg級。

## 人物
出生時の体重が5.1kgあったことなども影響して、その特徴に相応しいスポーツとして4歳の時に柔道を始めた。2011年のヨーロッパジュニア90kg級で2位となった。その後階級を100kg級に上げると、2017年にはグランプリ・カンクンでIJFワールド柔道ツアーで初優勝を飾った。2018年には地元のテルアビブで開催されたヨーロッパ選手権で3位になった。グランドスラム・アブダビでは81kg級のサギ・ムキともども優勝して、アラブ諸国で開催されたスポーツ大会で初めてイスラエルの国旗掲揚と国歌演奏がなされた(前年のグランドスラム・アブダビで3位になった際には、IJF名義での出場を余儀なくされていた)。2019年のグランドスラム・パリとグランドスラム・エカテリンブルグでは3位だった。2020年には地元開催のグランプリ・テルアビブで優勝すると、グランドスラム・パリでも決勝で憧れの存在だというジョージアのヴァルラーム・リパルテリアニにダイビングによる反則勝ちを収めて優勝を飾った。さらにヨーロッパ選手権でも優勝した。2021年7月に日本武道館で開催された東京オリンピックでは準々決勝でウルフ・アロンに敗れるなどして7位に終わった。混合団体では、ロシアオリンピック委員会戦で100kg超級の世界ランキング1位であるタメルラン・バシャエフを破るなどして、チームの勝利に貢献して3位になった。2023年の世界選手権では2回戦で飯田健太郎、準々決勝で中立の立場として出場したロシアのニヤス・イリアソフを破るなどして3位になった。2024年のパリオリンピックでは準々決勝でアゼルバイジャンのゼリム・コツォイエフに敗れるも、その後の敗者復活戦ではオランダのミハエル・コレルを大外刈で破ると、3位決定戦ではスイスのダニエル・アイヒと対戦した。この試合では技ありをリードしていたものの残り5秒でパルチックにかけ逃げの指導が与えられて一旦は反則負けが宣告されるも、コーチのオレン・スマジャが抗議した結果、反則が取り消しとなりそのまま勝利を収めて銅メダルを獲得した。
IJF世界ランキングは5407ポイント獲得で1位(24/7/22現在)。

## 主な戦績
- 2011年 - ヨーロッパジュニア　2位(90kg級)
- 2017年 - グランプリ・カンクン　優勝
- 2017年 - グランドスラム・アブダビ　3位
- 2018年 - グランプリ・トビリシ　優勝
- 2018年 - ヨーロッパ選手権　3位
- 2018年 - グランプリ・ブダペスト　3位
- 2018年 - グランドスラム・アブダビ　優勝
- 2018年 - グランプリ・ハーグ　優勝
- 2018年 - ワールドマスターズ　5位
- 2019年 - グランドスラム・パリ　3位
- 2019年 - グランドスラム・エカテリンブルグ　3位
- 2019年 - グランプリ・ザグレブ　3位
- 2019年 - ワールドマスターズ　5位
- 2020年 - グランプリ・テルアビブ　優勝
- 2020年 - グランドスラム・パリ　優勝
- 2020年 - ヨーロッパ選手権　優勝
- 2021年 -　ワールドマスターズ　3位
- 2021年 -　グランドスラム・テルアビブ　2位
- 2021年 -　東京オリンピック混合団体　3位
- 2022年 -　グランドスラム・パリ　2位
- 2022年 -　グランドスラム・テルアビブ　3位
- 2022年 -　グランドスラム・ウランバートル　3位
- 2022年 -　世界団体　3位
- 2022年 -　ワールドマスターズ　3位
- 2023年 -　グランドスラム・パリ　3位
- 2023年 -　世界選手権　3位
- 2023年 -　ワールドマスターズ　2位
- 2024年 - グランドスラム・アスタナ　3位
- 2024年 - パリオリンピック　3位

(出典、JudoInside.com)